# Eisenbahnunfall von Bassain Road
Bei dem Eisenbahnunfall von Bassain Road fuhr am 18. April 1978 gegen Mitternacht im Bahnhof Bassain Road, etwa 60 km nördlich von Bombay (heute: Mumbai), ein Schnellzug auf einen Nahverkehrszug auf. Mindestens 30 Menschen starben, 60 wurden darüber hinaus verletzt.